# Neresheim
Neresheim je mesto v Ostalbkreis na vzhodu zvezne dežele Baden-Württemberg, Nemčija.

## Geografija
Neresheim se nahaja v osrčju Härtsfeldsa med Aalenom in Nördlingenom, v vzhodnem delu švabskih Alb (Schwäbischen Alb). Vzhodno in v bližini Neresheima je več izvirov reke Egau, ki se izliva v Donavo po približno 40 km, pri Dillingenu.
Mesto meji na severu z mestom Bopfingen in občino Riesbürg, na vzhodu z bavarskimi občinami Nördlingen, Edersheim in Forheim, na jugu so Dischingen, Nattheim in mesto Heidenheim an der Brenz, vsi trije v okrožju Heidenheim, ter na zahodu okrožje Aalen.
V mesto Neresheim, včasih samostojni občini, spada 22 krajev :
- Dorfmerkingen z zaselki Dossingen Hohenlohe in Weilermerkingen in dvorec Hölzleshof in Schlosshof
- Elchingen
- Kösingen z zaselkom Hohlenstein in kmetije Fluertshäuserhof
- Neresheim z zaselki grad Neresheim in Stetten, dvorec Eichplatte, Gallusmühle, Lichshöfe, Sägmühle in Steinmühle in hiša Härtsfeldwerke
- Ohmenheim z zaselkom Dehlingen
- Schweindorf z zaselkom Mörting

Zunaj mesta so še:
- Elchingen: Lebern
- Neresheim: Eschenbach in Marterfelden (?)
- Ohmenheim: Fartesheim, Echenwanc, Hecelesberc, Adellohesberc, Buch, Mittel- ali Michelstetten in Sommerhof

## Zgodovina
Čeprav je bilo območje naseljeno že veliko prej, je Neresheim prvič omenjen leta 1095 v darovnici, leta 1350 pa dobi status mesta. Leta 1634, po krvavi noči v Neresheimu v času tridesetletne vojne, je mesto štelo le 250 prebivalcev. Mesto se je nato počasi znova razvilo. Leta 1796 so Neresheim zasedle francoske čete. Omemba mesta v napisu na slavoloku v Parizu se nanaša na bitko pri Neresheimu leta 1796.
Po štirih letih pod upravo Bavarske, je leta 1810 Neresheim prešel kot Königlich Württembergisches Oberamt Neresheim z ustreznimi organi, kot so občinsko sodišče in zapor, kasneje pa bolnišnica in visoke šole, pod upravo Württemberga. Tak položaj je imel do leta 1938, ko je bil Neresheim dodeljen v na novo oblikovan okraj Aalen.
1900 se je začela gradnja proge Härtsfeldbahn med Aalenom in Dillingenom, z Neresheimom kot operativnim centrom. Železnica je bila ozkotirna (tirna širina en meter) in je služila poleg potnikom predvsem za prevoz lesa iz okoliških gozdov družine Thurn und Taxis in prevoz apnenca iz tamkajšnjih kamnolomov. Železnica je prenehala delovati leta 1972. Odsek je bil ponovno odprt leta 2001 kot muzejska železniška in tehnična dediščina.
Leta 1945 je bil Neresheim eno od pomembnih mest z okoli 900 prebivalci, s pretežno podeželsko strukturo in je moral prevzeti približno enako število beguncev.
Kot del reforme lokalne samouprave v Baden-Württembergu, so bile 1. januarja 1971 občine Schweindorf in Kösingen, 1. marca 1972 občina Dorfmerkingen in 1. maj 1972 občina Elchingen vključene v Härtsfeld in 1. januarja 1975 še občina Ohmenheim.

### Religija
V Neresheimu je močno zakoreninjena katoliška vera zaradi vpliva benediktinske opatije. Kljub temu pa je bilo nekaj, predvsem priseljencev, uradnikov Uprave, protestantov, ki so bili močno zastopani v mestni hiši - imeli so stolp - in kasneje v Hiši Franzke (zdaj Zuckermann), kjer so imeli svojo molitveno dvorano. Mesto ima tudi dve katoliški cerkvi z značilno čebulasto streho na zvoniku. Del mesta, ki ima svoje katoliške cerkve, je močno zaprta verska skupnost. Vsi pripadajo dekanatu Ostalb, škofije Rottenburg-Stuttgart. Izjema je predmestje Schweindorf, ki pripada protestantskemu Nördlingenu, in so skupaj s Härtsfeldom, vedno oblikovali protestantski otok z lastno cerkvijo.
Pritok beguncev ob koncu druge svetovne vojne, je odstotek protestantov povečal na 25%. Po začetni podpori pastorja Wagnerja iz Schweindorfa, je Neresheim dobil leta 1956 protestantskega župnika Eberharda Gaierja, župnika s podjetniškim talentom in energijo, da je kasneje zgradil svojo cerkev, svojo župnijo širil na druge kraje in danes spada v evangeličansko diakonijo Samaritanskega samostana, ustanovljenega kot bratje in sestre Haus am Sohl.
Benediktinska opatija je vedno imela sedež in glas v občinskem svetu in je vplivala na politiko in razvoj mesta, kar je pomenilo, da so bile narejene le majhne spremembe. Danes je priljubljeno nakupovalno in rekreacijsko območje s samostanom kot centrom.

## Razvoj urbanega prostora
S komasacijo leta 1957 in preselitvijo skoraj vseh kmetij v Lichshöfen in Eichplatte, se je za Neresheim začela pretvorba v »pravo« mesto. Leta 1958 je bil Härtsfeld, takratno upravno središče, razvrščen kot območja sanacije in občina Neresheim je prejela znatna finančna sredstva za svoje občinske ukrepe. Tako so uredili oskrbo z vodo in čiščenje odplak, nato pa šolske in športne objekte bodisi obnovili ali na novo zgradili.
Z industrijsko cono niso bili prav uspešni, zato pa je Neresheim postal priljubljena stanovanjska destinacija za vozače v industrijska podjetja v Heidenheimu in Aalenu.
Šele leta 1980 so bili, v okviru razvoja mest, obnovljeni Mestna hiša, Marienplatz, ulice in trgi, začelo pa se je tudi rušenje in sanacija propadlih stavb. Ta reorganizacija še ni končana, vendar pa je center že napolnjen z novim življenjem.

## Uprava
Neresheim upravlja občinski svet v katerem je 16 članov in župan.
Grb vsebuje ščit iz zlate in rdeče, v sredini prekrit z modrim ščitom, na vrhu je rdeč, spodaj pa zlat železen ščit. Srednji ščit na obeh straneh izpolnjuje, s konico usmerjeno navzven, železen klobuk v rdeče zlati barvi. Grb je prekrit s prekrižanima srebrnima palicama.
Neresheim ima okrajno sodišče z notarji, ki spada okrajno sodišče Ellwangen in višje deželno sodišče v Stuttgartu.
Mesto je sedež katoliške dekanije škofije Neresheim Rottenburg-Stuttgart, ki je združena z dekanijami Aalen, Ellwangen in Schwäbisch Gmünd od leta 2006 v dekanat Ostalb.

### Partnerska mesta
Neresheim ohranja partnerstva od leta 1976 z avstrijskim Steinach am Brenner na Tirolskem, od leta 1994 z italijansko občino Bagnacavallo v Emilii-Romanji in od leta 1996 z občino Aix-en-Othe v severni Franciji.

## Znamenitosti

### Muzeji
- muzej Härtsfeld ponuja vpogled v kulturni razvoj Härtsfelda.
- muzej Härtsfeldbahn na stari postaji prikazuje zgodovino železnice.
- Mestna hiša je bila obnovljena v prejšnje stanje z oboki in dostopom do ječe.
- Na Marktstraße je trški vodnjak, kot tudi izvir Egau.
- Na pokopališču je bil obnovljen del nekdanjega mestnega obzidja

### Zgradbe
Izjemno zanimiva je leta 1095 ustanovljena Opatija Neresheim. Cerkev je zasnoval Balthasar Neumann in je eden izmed največjih baročnih dvoranskih objektov v južni Nemčiji. Cerkvena kupola ima freske slikarja Martina Knollerja iz Steinach am Brennerja na Tirolskem. Glavne orgle v opatijski cerkvi so bile zgrajene med letoma 1792-1797, izdelal jih je Johann Nepomuk Holzhey iz Ottobeurena.
Še en dokaz iz preteklih obdobij v mestu in okolici sta grad Taxisov Katzenstein v Kapfenburgu in ruševine v Kartäusertalu.
Tudi v naselju so cerkve s freskami, slikami in bogato okrašeno oltarno opremo. Najstarejša stavba v Neresheimu je najbrž Vogt- und Schießhaus, ki je bila zgrajena leta 1531 po požaru in v kateri zdaj domuje muzej Härtsfeld. Stoji zraven mestne hiše, katere starost ni jasna, verjetno iz 1405 in leta 1640 najmanj obnovljena. Služila je kot trgovski center (Schrannenplatz). Z visoko enokapno streho je imela štiri nadstropja za shranjevanje žita. Protestantska cerkev, v stavbi so dolgo časa imeli molitveno sobo, ustanovljena 1893, ima koničast zvonik. Potem, ko je bil zvon prestavljen v novo protestantsko cerkev, je stolp z 18 zvonovi  samodejno zazvonil trikrat dnevno ali ročno ljudske melodije.
Izven starega mesta je na desetine skednjev iz okoli leta 1600, zdaj stojijo prazni v zasebnih rokah, in jih, zaradi nepojasnjenih določil restavriranja, ne morejo uporabljati. Spomeniško zaščitena je nekdanja pošta iz leta 1911 z značilnim zvonikom iz bakra, ki je tudi v zasebnih rokah.

## Znane osebnosti

### Častni meščani
- Karl Ludwig Wilhelm Lang (1852–1914), od 1892
- Gottlieb Immanuel Marschall (1840–1905), od 1896
- Kaspar Vogler (1830–1910), od 1901
- Hugo Präg (1868–1936), od 1928
- Bernhard Durst (1882–1966), od 1957
- Adalbert Seifriz (1902–1990), od 1962
- Otto Häfele (1896–1978), od 1967
- Johann Kraus (1904–1977), od 1977
- Erich Ganzenmüller, (1914–1983) od 1977
- Anton Hegele (1917–1992), od 1985

## Sinovi in hčere mesta
- Karl von Hohl (1825–1899), pravnik in politik
- Joseph von Eisenbarth (1844–1913), katoliški kaplan
- Oscar Mayer (1859–1955), tovarnar v ZDA
- Karl Bonhoeffer (1868–1948), prihiater in nevrolog
- Otto Gauß (1877–1970), organist in komponist
- Julius von Jan (1897–1964), pater in borec proti nacizmu
- Adalbert Seifriz (1902–1990), politik
- Helmut Weihenmaier (1905–1995), župan